# Дехлавия (ракета)
Dehlawiyeh — иранская противотанковая управляемая ракета (ПТРК),  разработанная Министерством обороны и поддержки вооруженных сил Исламской Республики Иран. 
Эта ракета является одной из новейших тактических противотанковых ракет производства Ирана. Она была представлена 17 июля 1991 года[уточнить] министром обороны Ирана бригадным генералом Ахмадом Вахиди. Является копией российского ПТРК «Корнет»
Названа «Дехлавия» в память о Мустафе Чамране, в честь места, где он был убит.

## Технические характеристики
Масса составляет около 7,22 кг, из которых 6,8 кг приходится на ее двухступенчатую боевую часть. 
Дальность действия составляет , по оценкам, до 5500 метров. Если для стрельбы этой ракетой будет использоваться система ночного видения, ее дальность сократится до радиуса 3500 метров. 
Вес пусковой установки этой ракеты составляет 26 кг, которую может нести экипаж. Хотя пусковая установка Dehlawiyeh имеет сходство с пусковой установкой Toussaint, но в ней туба с ракетой размещается в верхней части камеры, и ракета выстреливается по цели после наблюдения через прицел. 
По данным Khabar Online, наведение этой ракеты полуавтоматическое. 
Скорость ракеты 250 метров в секунду, а ее бронепробиваемость составляет более 1000 мм. 
Эта ракета очень похожа на российскую ракету «Корнет», однако веб-сайт Tasnim заявил в новостях, что между этими двумя ракетами существуют различия в морфологии и форме корпуса.

## Операторы
- Ирак — на вооружении сил народной мобилизации[7]
- Иран[1][8]
- Россия - На вооружении Сухопутных войск
- Йемен — на вооружении хуситов[7]
- Палестина — на вооружении военного крыла ХАМАС, бригад «Изз ад-Дин аль-Кассам»[7]
- Ливан - На вооружении организации Хезболла